# Il était une « foi »
Il était une foi  (France) ou Si la vie éternelle vous intéresse (Québec) (Faith Off) est le 11e épisode de la saison 11 de la série télévisée d'animation Les Simpson.

## Résumé
Homer et Marge assistent à la réunion d'anciens élèves d'Homer lorsqu'il était à la fac (voir Homer va à la fac - saison 5)
Le directeur veut que tous les participants donnent de l'argent pour financer l'équipe de football américain de l'école.
Pour se venger Homer installe sur la porte de la maison du directeur un seau rempli de colle mais se voit piégé par son propre jeu. Pour essayer au mieux de lui faciliter la vie avec ce seau sur la tête, Bart perce des trous pour qu'il puisse voir. Mais lorsqu'Homer conduit ce n'est pas une réussite : ils se retrouvent devant un chapiteau, celui du père "la Foi"...